# J-League de 1996
A J-League de 1996 foi a quarta edição da liga de futebol japonesa profissional J-League. Foi iniciada em 16 de março e com término em 9 de novembro de 1996.
O campeonato teve 16 clubes. O Kashima Antlers foi o campeão, sendo o vice Nagoya Grampus Eight.

## Classificação
| Pos      | Club Name            | Pld. | V  | D  | Pts | GM | GS | SG | Notas |                                   |
| 90, E.T. | P.K.                 |      |    |    |     |    |    |    |       |                                   |
| -------- | -------------------- | ---- | -- | -- | --- | -- | -- | -- | ----- | --------------------------------- |
| 1.       | Kashima Antlers      | 30   | 21 | 6  | 3   | 66 | 61 | 34 | -     | Campeão Qualy para a Suntory Cup* |
| 2.       | Nagoya Grampus Eight | 30   | 21 | 9  | 0   | 63 | 63 | 39 | -     | Qualy para a Suntory Cup*         |
| 3.       | Yokohama Flugels     | 30   | 21 | 9  | 0   | 63 | 58 | 44 | -     |                                   |
| 4.       | Jubilo Iwata         | 30   | 20 | 8  | 2   | 62 | 53 | 38 | -     |                                   |
| 5.       | Kashiwa Reysol       | 30   | 20 | 10 | 0   | 60 | 67 | 52 | -     |                                   |
| 6.       | Urawa Red Diamonds   | 30   | 19 | 9  | 2   | 59 | 51 | 31 | -     |                                   |
| 7.       | Verdy Kawasaki       | 30   | 19 | 11 | 0   | 57 | 68 | 42 | -     |                                   |
| 8.       | Yokohama Marinos     | 30   | 14 | 16 | 0   | 42 | 39 | 40 | -     |                                   |
| 9.       | JEF United Ichihara  | 30   | 13 | 16 | 1   | 40 | 45 | 47 | -     |                                   |
| 10.      | Shimizu S-Pulse      | 30   | 12 | 17 | 1   | 37 | 50 | 60 | -     |                                   |
| 11.      | Bellmare Hiratsuka   | 30   | 12 | 18 | 0   | 36 | 47 | 58 | -     |                                   |
| 12.      | Gamba Osaka          | 30   | 11 | 19 | 0   | 33 | 38 | 59 | -     |                                   |
| 13.      | Cerezo Osaka         | 30   | 10 | 20 | 0   | 30 | 38 | 56 | -     |                                   |
| 14.      | Sanfrecce Hiroshima  | 30   | 10 | 20 | 0   | 30 | 36 | 60 | -     |                                   |
| 15.      | Avispa Fukuoka       | 30   | 9  | 19 | 2   | 29 | 42 | 64 | -     |                                   |
| 16.      | Kyoto Purple Sanga   | 30   | 8  | 22 | 0   | 24 | 22 | 54 | -     |                                   |

† Pontuação: V = 3 pts; P.K. Derrota = 1 pt; Regulamento, E.T. loss = 0 pts